# Никорены
Никорены (рум. Nicoreni, Никорень) — село в Дрокиевском районе Молдавии. Относится к сёлам, не образующим коммуну.

## История
До 1980 года село входило в состав Рышканского района.

## География
Село расположено на высоте 140 метров над уровнем моря.

## Население
По данным переписи населения 2004 года, в селе Никорень проживает 3420 человек (1631 мужчина, 1789 женщин).
Этнический состав села:
| Национальность | Число жителей | Процентный состав |
| -------------- | ------------- | ----------------- |
| молдаване      | 3376          | 98.71             |
| украинцы       | 25            | 0.73              |
| русские        | 7             | 0.2               |
| цыгане         | 5             | 0.15              |
| румыны         | 4             | 0.12              |
| гагаузы        | 2             | 0.06              |
| прочие         | 1             | 0.03              |
| Всего          | 3420          | 100 %             |

### Известные люди
В селе родилась Лидия Куликовски — советская и молдавская библиотекарь и библиограф.